# تشارلز بيكر (ضابط شرطة)
تشارلز بيكر (بالإنجليزية: Charles Becker)‏ هو ضابط شرطة أمريكي، ولد في 26 يوليو 1870 في كاليكون في الولايات المتحدة، وتوفي في 30 يوليو 1915 في سنج سنج في الولايات المتحدة بسبب صعق كهربائي.